# Naturschutzgebiet Krowia Wyspa
Das Naturschutzgebiet Krowia Wyspa (polnisch Rezerwat przyrody Krowia Wyspa, übersetzt Naturschutzgebiet Kuhinsel) liegt in Kazimierz Dolny und in der Gmina Wilków in der Woiwodschaft Lublin an der Weichsel im Kleinpolnischen Weichseldurchbruch im Landschaftsschutzpark Kazimierz.

## Geographie
Das Naturschutzgebiet nimmt eine Fläche von 62,30 Hektar ein. Es befindet sich auf der in der Weichsel gelegenen Insel Krowia Wyspa und den sie umgebenden Gewässern. Der Name rührt daher, dass seit dem Mittelalter die örtlichen Bauern ihre Kühe zum Weiden auf die Insel brachten. Geschützt werden insbesondere die Nistplätze zahlreicher Vogelarten, die auf der Insel brüten.

## Nachweise
- Jerzy Kondracki: Geografia regionalna Polski. Warszawa: Wydawnictwo Naukowe PWN, 1998, S. 281. ISBN 83-01-12479-2.